# Stanisław Gałązka
Stanisław Gałązka (ur. 1 maja 1907 w Częstochowie, zm. 1 czerwca 1963 w Żytniowie) – polski ksiądz katolicki, redaktor naczelny Tygodnika Katolickiego "Niedziela" w latach 1937 – 1939. Między innymi proboszcz parafii świętego Marcina w Żytniowie i Przemienienia Pańskiego w Gnaszynie (obecnie dzielnica Częstochowy).